# Piotr Bartula
Piotr Bartula (ur. w 1957 w Krakowie) – polski filozof i etyk, doktor habilitowany, adiunkt w Zakładzie Filozofii Polskiej Uniwersytetu Jagiellońskiego, publicysta. Teoretyk zagadnienia kary śmierci i twórca tzw. testamentowej teorii sprawiedliwości.

## Testamentowa teoria sprawiedliwości
W tradycyjnej filozofii prawa dyskusja nad zasadnością stosowania kary śmierci zdominowana jest przez dwa stanowiska: deontologiczne (uznające karę jako sprawiedliwą odpłatę za popełniony czyn) oraz utylitarystyczne (uzasadniające likwidację mordercy za społecznie użyteczne). Testamentowa teoria sprawiedliwości opiera się natomiast na libertariańskiej teorii społecznej (powołuje się głównie na Murraya Rothbarda), według której każda interakcja społeczna to prywatna relacja pomiędzy jednostkami. Z tej perspektywy to ofiara morderstwa (a nie wola polityczna społeczeństwa) za pomocą woli wyrażonej w testamencie powinna decydować o losie, jaki ma spotkać jej mordercę
Był regularnym uczestnikiem wydawanego w latach 2010–2015 pisma mówionego Gadający Pies. Współpracował z Galerią Olympia.

## Wybrane publikacje
- August Cieszkowski Redivivus, Księgarnia Akademicka, Kraków 2006, ISBN 83-7188-904-6
- Kara śmierci - powracający dylemat, Arcana, Kraków 2007, ISBN 978-83-89243-79-9
- Liberalizm u kresu historii, Księgarnia Akademicka, Kraków 2011, ISBN 978-83-7638-106-0
- Dzieła pośmiertne (znalezione za życia), Księgarnia Akademicka, Kraków 2024, ISBN 978-83-8368-067-5